# L'anonima Roylott
L'anonima Roylott è un film del 1936 diretto da Raffaello Matarazzo.

## Trama
L'anonima Roylott è una azienda chimica gestita da due fratelli, Joe ed Eric, che, con l'aiuto dell'abile avvocato Evans, stipula contratti – capestro con giovani e promettenti chimici allo scopo di sfruttarne le capacità ed i brevetti estromettendoli dalla loro utilizzazione. Una di queste vittime è Giorgio Harris, giovane ingegnere, che è fidanzato con Helena, nipote di Joe.

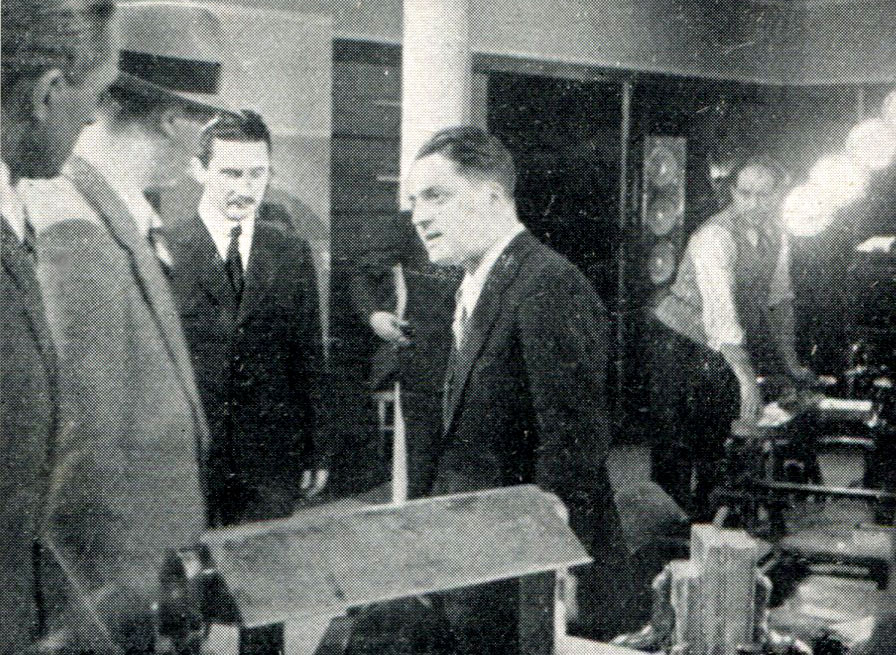
Matarazzo, al centro, sul set del film con a fianco Paolo Stoppa

I due fratelli vengono uccisi a breve distanza l'uno dall'altro e saranno molti i sospettati del duplice omicidio, tra i quali anche Harris ed Helena; alla fine però sarà proprio l'avvocato Evans a venirne accusato, dato che la pistola con cui sono stati uccisi i due industriali viene ritrovata in una tasca del suo soprabito.
Nonostante le sue proclamazioni di innocenza, egli viene condannato ad essere giustiziato sulla sedia elettrica. Ma l'ispettore di polizia che lo ha accusato si è intanto convinto che Evans è innocente. Per smascherare il vero colpevole inscena quindi una finta esecuzione e l'espediente ha successo.
Si scopre infatti che l'assassino è in realtà uno dei tanti inventori che la ditta ha raggirato, che ha così consumato una folle vendetta covata da vent'anni. Evans è quindi libero, ma l'angosciosa esperienza ha condotto anche lui alla follia.

## Realizzazione del film

### Soggetto e sceneggiatura
Il film è tratto da un'opera teatrale, di intreccio molto complicato, scritta da Giannini che, con il titolo di “Anonima Fratelli Roylott”, apparve sulle scene, rappresentata per la prima volta dalla "Compagnia Spettacoli gialli" nel gennaio del 1934 ottenendo ottime critiche, tra cui quella di Marco Ramperti, che descrisse i tre atti come «ideati con novità, scritti con talento, recitati con passione. 

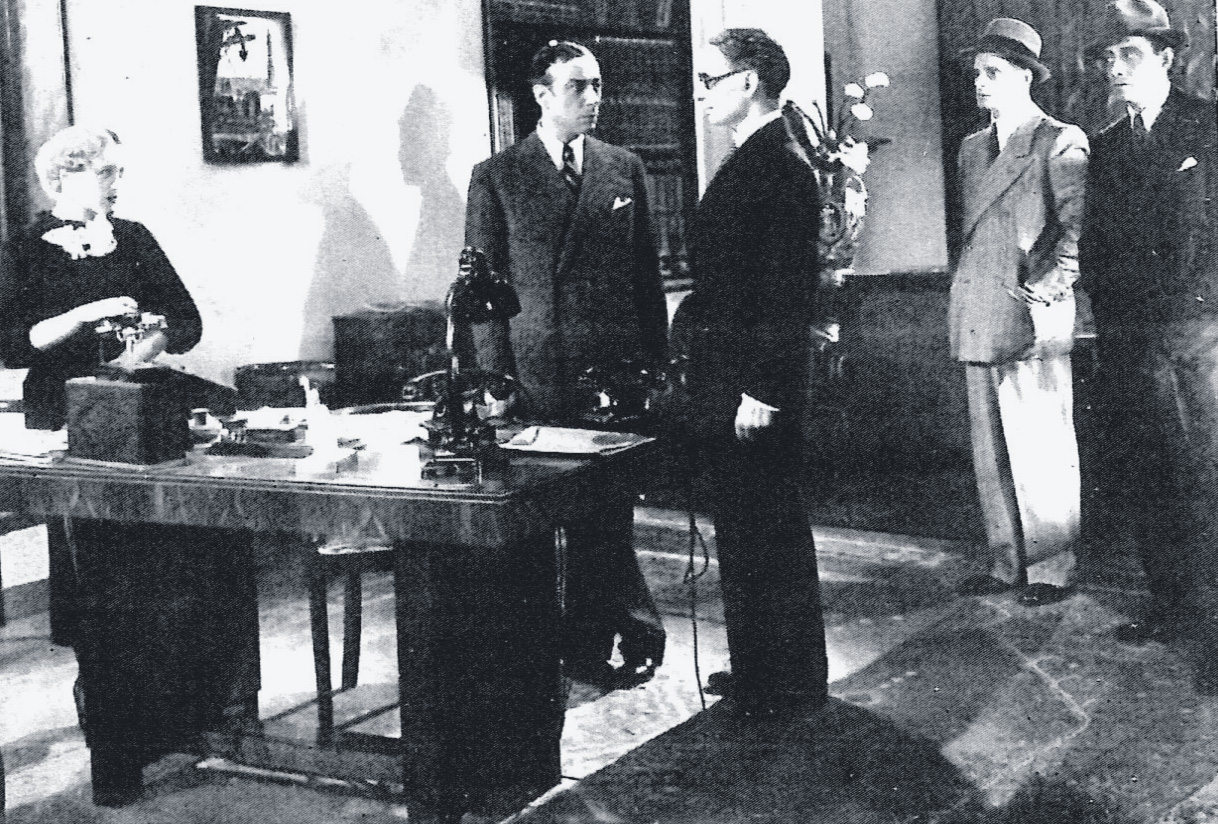
Una scena del film con Isa Pola, Romano Calò e Giulio Donadio

Il successo indusse quindi il suo autore alla trasposizione cinematografica, riformando a tal fine con Matarazzo la stessa coppia che già l'anno prima si era cimentata nel genere giallo con Il serpente a sonagli. Copie del soggetto e della sceneggiatura - che hanno alcune differenze rispetto all'opera teatrale - sono conservati presso il "Fondo Giannini". Nel 1954 Giannini ripubblicò nella collana del Giallo Mondadori un romanzo tratto dalla sua opera teatrale di vent'anni prima.

### Produzione
La lavorazione del film iniziò nel marzo del 1936 e fu realizzata negli stabilimenti Cines di Roma. Inizialmente per il film si pensò ad un titolo diverso, cioè Gli avvoltoi della metropoli, ma poi si confermò quella dell'opera teatrale originaria.

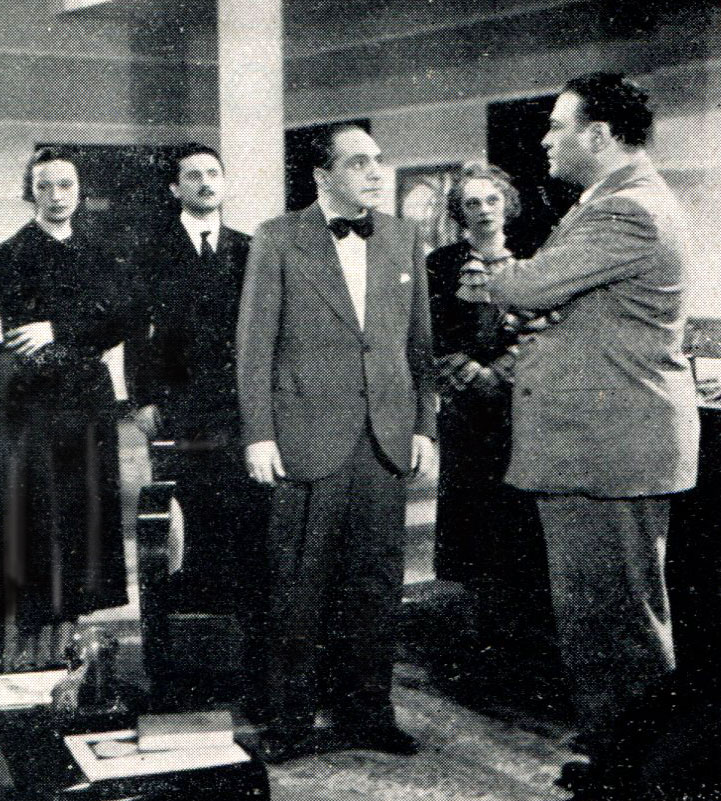
Foto di scena con (da sin.) Olga Solbelli, Paolo Stoppa, Giulio Donadio, Cesarina Gheraldi e Camillo Pilotto

## Accoglienza
L'anonima Roylott uscì nelle sale cinematografiche nel novembre 1936, distribuito quasi contemporaneamente ad un altro giallo dello stesso Matarazzo, Joe il rosso, sovrapponendosi spesso nelle programmazioni di diverse città.

### Critica
La pellicola ricevette giudizi contrastanti. Da un lato Il Messaggero scrisse che «questa volta la collaborazione tra Matarazzo e Giannini ha dato buoni frutti. Matarazzo non solo ha condotto le cose sbrigativamente, ma la rapidità dell'azione non nuoce alla chiarezza dei fatti, ed ha saputo distribuire equamente i sospetti tra tutti i sospettati, il che per un film del genere rappresenta la più encomiabile delle precauzioni». Giudizio favorevole condiviso anche dalla Illustrazione Italiana che considerò il film «notevole se non per l'essenziale bontà artistica, per la persistenza e l'immancabilità dell'effetto assicuratogli da un complesso di attori eccezionalmente concertati».
Valutazioni meno positive, ma ancora sufficienti apparvero su La Stampa, in cui si constatava che Matarazzo «ha obbedito alle leggi del dramma giallo che dall'America ci sono giunte», così come sul Corriere della Sera che, pur avanzando «molte riserve per l'abbondanza di sviluppi ed episodi, anche troppa perché in certi casi impedisce la delineazione dei caratteri» riconobbe che «ad ogni modo il film riesce a quegli intenti di dilemma e di brivido che si propone».

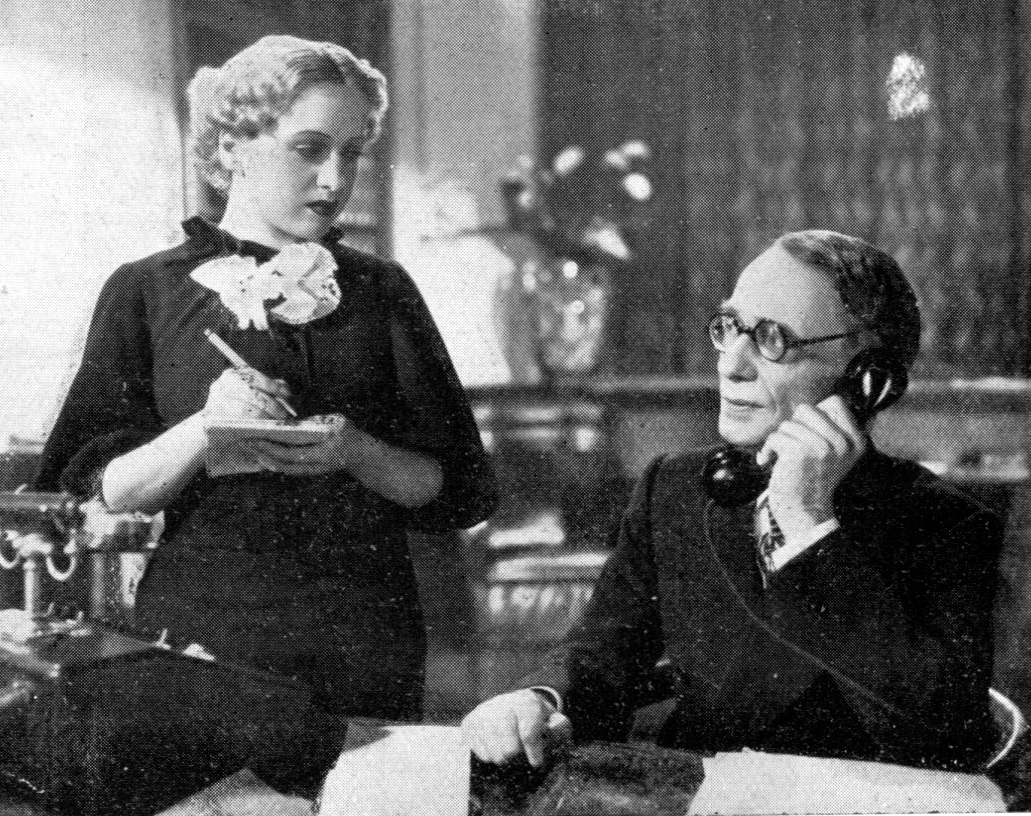
foto di scena con Isa Pola e Giulio Donadio

A questi commenti più o meno positivi si contrapposero altri completamente negativi. Se la Rivista del Cinematografo limitò la propria critica allo stile del film, scrivendo di un «giallo meritevole di assoluta stroncatura» in quanto «pesante, monotono ed in definitiva anticinematografico», non mancarono anche coloro che invece sferzarono la pellicola con critiche per la sua ambientazione straniera in contrasto con le iniziative che il regime aveva avviato nel 1935 per creare una cinematografia di "impronta" italiana. Così ad esempio Raffaele Patuelli criticò con veemenza «i gangster nazionali, interamente fabbricati in Italia con materiale italiano: sono gli "americani" della Cines, appartengono ad una classe che non ha più né razza, né idee, né gusto. Si gira Squadrone bianco e loro stanno ancora lì con i tabarin, i frac, le bionde platino ed i giovinotti galanti. Il cinema italiano di oggi non ha nulla a che fare col cinema degli americani».
Retrospettivamente, i commenti di quanti si occuparono, in vario modo, della filmografia di Matarazzo, hanno confermato i giudizi del tempo. Secondo Angela Prudenzi «il susseguirsi forsennato degli eventi toglie spessore ai personaggi (...) la regia rivela impacci non lievi. Incertezze che non impediscono tuttavia che Matarazzo sfoggi alcune soluzioni sorprendenti, utilizzando un linguaggio usato nel cinema americano, ma raro in quello italiano di quegli anni». Tuttavia, più recentemente, il film è stato indicato come meritevole di attenzione per le soluzioni tecniche di alcune scene a valenza altamente spettacolare mutuate dal cinema americano che Giannini ben conosceva per aver curato la riduzione italiana di numerose pellicole.

### Distribuzione
Così come per tutta la produzione italiana degli anni trenta, anche per L'anonima Roylott non esistono dati ufficiali sui risultati economici del film, né le fonti forniscono elementi indiretti a tale proposito. Tuttavia, considerata la sua ambientazione "americana", la pellicola ottenne di essere distribuita dalla Warner Bros. anche all'estero. Successivamente queste ambientazioni "esotiche" furono spesso giudicate negativamente. Così ad esempio Argentieri, ricordando che quello dei film ambientati all'estero fu un fenomeno di vaste proporzioni, ritiene tali soluzioni «improbabili, ridicole ed approssimative», aggiungendo che «a volte queste dislocazioni erano anche espedienti per non provocare obiezioni nei censori».